# Bingji
Bingji (kinesiska: 邴集) är en socken i östra Kina. Den ligger i Jieshou i staden Fuyang i provinsen Anhui,  omkring 250 kilometer nordväst om provinshuvudstaden Hefei. Antalet invånare är 23538. Befolkningen består av 11 816 kvinnor och 11 722 män. Barn under 15 år utgör 21,0 %, vuxna 15-64 år 67 %, och äldre över 65 år 11,0 %.